# Kent-Est
Pour les articles homonymes, voir Kent (homonymie).
Kent-Est fut une circonscription électorale fédérale de l'Ontario, représentée de 1904 à 1917.
La circonscription de Kent fut divisée en Kent-Est et Kent-Ouest en 1903. À la nouvelle circonscription de Kent-Est fut ajoutée des parties de Bothwell et Elgin-Est. Abolie en 1914, elle fut intégrée dans la nouvelle circonscription de Kent.

## Géographie
En 1903, la circonscription de Kent-Est comprenait:
- Les cantons de Camden, Chatham, Howard, Orford et Zone
- Les villes de Bothwell, Dresden, Ridgetown et Wallaceburc
- Le village de Thamesville

## Députés
1. 1904-1917 — David Alexander Gordon, PLC

- PLC = Parti libéral du Canada